# Platymantis luzonensis
Platymantis luzonensis är en groddjursart som beskrevs av Brown, Alcala, Diesmos och Angel C. Alcala 1997. Platymantis luzonensis ingår i släktet Platymantis och familjen Ceratobatrachidae. IUCN kategoriserar arten globalt som nära hotad. Inga underarter finns listade i Catalogue of Life.